# Nicholas Clark
Nicholas Clark (ur. 18 lipca 1985 w Luton) – brytyjski wioślarz.

## Osiągnięcia
- Mistrzostwa Świata U-23 – Hazewinkel 2006 – czwórka ze sternikiem – 5. miejsce[1].
- Mistrzostwa Świata U-23 – Glasgow 2007 – ósemka – 6. miejsce[1].
- Mistrzostwa Europy – Poznań 2007 – ósemka – 5. miejsce[1].